# Zheng Guo
Pour les articles homonymes, voir Zheng (homonymie).
Dans ce nom chinois, le nom de famille, Zheng, précède le nom personnel.
Zheng Guo ou Cheng Kuo (郑国, en chinois simplifié ; 鄭國, en chinois traditionnel) est un ingénieur hydraulique originaire du royaume de Han et ayant vécu vers la fin de la période des Royaumes combattants. Il fut le concepteur et le maître d'œuvre d'un canal portant son nom, pour le compte du royaume de Qin. 

## Biographie
Originellement, la construction de ce canal constituait un stratagème de la part du souverain de Han, conçu pour ruiner les finances du Qin avec ce projet colossal. Malgré cela, l'ingénieur Han parvint à convaincre le régent de Qin Lü Buwei de la validité de l'entreprise.
Selon le Shiji, la duplicité de Zheng Guo fut mise à jour avant la fin des travaux. L'ingénieur, devenu admiratif de la puissance et de l'efficacité du Qin, plaida pour sa vie et l'achèvement des travaux, mettant en avant tout ce que le canal apporterait. 
Le roi Ying Zheng de Qin, futur Premier Empereur, lui permit de terminer les travaux. L'augmentation du rendement agricole qui en découla joua un rôle déterminant dans le renforcement de l'État de Qin qui allait conduire aux grandes campagnes militaires d'unification.
Le canal, dont la construction débuta vers 246 av. J.-C., fut achevé en près d'une décennie. Long de 150 kilomètres et joignant les rivières Jing et Luo, il pouvait irriguer près de 40 000 hectares de terres cultivables.
Bien qu'il ait été construit au IIIe siècle av. J.-C., l'ouvrage demeura un atout stratégique déterminant et perdura jusqu'à nos jours.